# Czwórka (Jeziorany)
Czwórka (deutsch Vierhuben) war ein Ort in der polnischen Woiwodschaft Ermland-Masuren. Seine Ortsstelle gehört zum Gebiet der Gmina Jeziorany (Stadt-und-Land-Gemeinde Seeburg) im Powiat Olsztyński (Kreis Allenstein).
Die Ortsstelle von Czwórka liegt in der nördlichen Mitte der Woiwodschaft Ermland-Masuren, 29 Kilometer südwestlich der früheren Kreisstadt Rößel (polnisch Reszel) bzw. 25 Kilometer der heutigen Kreismetropole Olsztyn (deutsch Allenstein).
Der aus einem mittleren Hof bestehende kleine Ort Vierhuben wurde 1785 als Kämmereivorwerk der Stadt Seeburg (polnisch Jeziorany) mit nur einer Feuerstelle erwähnt, 1820 als Erbpachtvorwerk mit einer Feuerstelle bei 14 Einwohnern.
Als 1874 der Amtsbezirk Krokau (polnisch Krokowo) im ostpreußischen Kreis Rößel gebildet wurde, gehörte der Gutsbezirk Vierhuben von Anfang an dazu.
Die Einwohnerzahl des kleinen Ortes belief sich 1885 auf 14 und konnte sich bis 1905 auf 18 steigern. Zuletzt – wohl ab 1889 – war Vierhuben als nicht mehr eigenständiger Ort in die Stadtgemeinde Seeburg eingegliedert.
Im Zusammenhang der Abtretung des gesamten südlichen Ostpreußen an Polen erhielt Vierhuben die polnische Namensform „Czwórka“. Doch fand sein Name bereits in den Nachkriegsjahren kaum noch Erwähnung, wohl weil  ernicht mehr besiedelt, oder aber weil er in der Stadt Jeziorany (Seeburg) aufgegangen ist. So liegt seine Ortsstelle, von der Gebäude aber noch vorhanden sind, heute im Gebiet der Stadt-und-Land-Gemeinde Jeziorany im Powiat Olsztyński (Kreis Allenstein).
Kirchlich war Vierhuben bis 1945 an die Stadt Seeburg angebunden: an die dortige evangelische Pfarrkirche und an die römisch-katholische St.-Bartholomäus-Kirche.
Die Ortsstelle Czwórka resp. Vierhuben ist von Kostrzewy (Zehnhuben) aus erreichbar. 